# Green IT

Energy-Star-Logo, eines der ersten Green-IT-Labels

Unter Green IT (seltener auch Green ICT) versteht man Bestrebungen, die Nutzung von Informations- und Kommunikationstechnik (IKT) über deren gesamten Lebenszyklus hinweg umwelt- und ressourcenschonend zu gestalten. Dies beinhaltet die Optimierung des Ressourcenverbrauchs während der Herstellung, des Betriebs und der Entsorgung der Geräte (Green in der IT).
Ein weiterer Aspekt von Green IT ist die Ressourceneinsparung durch den Einsatz von Informationstechnik (IT), wenn beispielsweise Dienstreisen durch Videokonferenzen ersetzt werden (Green durch IT).

## Überblick
Green IT umfasst eine Vielzahl von Ansätzen, die verschiedene Aspekte des Lebenszyklus der IKT behandeln:
- Reduktion des Energieverbrauchs in der Nutzung
- Reduktion des Energie- und Materialverbrauchs in der Herstellung
- Reduktion von Abwärme und Schadstoff-Emissionen in der Nutzung und Herstellung
- Reduktion von Schadstoffen in den Produkten und bei Herstellungsprozessen
- Reduktion von unnötigen Ausdrucken im Druckerbereich
- Recycling und energiesparende Entsorgung
- nachhaltiges Design der Produkte und Herstellung möglichst langlebiger Hardware (siehe auch: Elektroschrott, Geplante Obsoleszenz)
- ressourcensparende Programmierung von Software (Green Coding, Green Refactoring, Green Software Engineering, Sustainable Software)
- Einsatz von IT zur Reduktion des Energieverbrauchs einer anderen Quelle (z. B. Verkehr, Heizsysteme)
- soziale und ethische Aspekte, wie z. B. gesunde und faire Arbeitsbedingungen (Fair IT)

Aus politischen und Image-Gründen wird auch oft der Betrieb von IT-Geräten mit erneuerbaren Energien betrachtet, wie z. B. von Greenpeace.
Wesentliche Rechtsnormen in der EU sind die RoHS- und die WEEE-Richtlinie.

## Geschichte
Im Jahr 1988 startete das japanische IT-Unternehmen Fujitsu ein eigenes Green-IT-Programm mit der Eröffnung eines Recyclingzentrums und der Entwicklung neuer umweltfreundlicher Produkte. So kam 1993 der sogenannte Green PC, der erste mit dem Blauen Engel zertifizierte PC, auf den Markt, der so umweltfreundlich produziert wurde wie es mit damaligen Mitteln möglich war und der neue Maßstäbe beim Energieverbrauch setzte.
Ein weiterer wichtiger Durchbruch der Green IT gelang im Jahr 1992, als von der US-Behörde EPA das Energy-Star-Label ins Leben gerufen wurde. Zum anderen hat die Green IT auch Wurzeln in der Umweltinformatik, die sich mit Nutzung von IT für Umweltzwecke bzw. Nutzung von IT für den Umweltschutz beschäftigt. Hier ist besonders die ETH Zürich und das angegliederte EMPA-Institut bereits seit den 1980er Jahren tätig.

Größere Bedeutung gewann Green IT ab Ende der 2000er Jahre durch die global stark zunehmende Verbreitung des Internets und der damit verbundenen Endgeräte. In großen Internetkonzernen wie Apple oder Facebook spielt das Thema seit Längerem eine Rolle: So hat Apple seit Ende 2014 alle seine Rechenzentren auf Ökostrom umgestellt (siehe Apple#Umweltschutz). Seit 2012 gibt es das gemeinnützige Projekt Nager IT, welches eine möglichst umweltfreundliche Fair-Trade-Maus herstellt.
Fairphone (Niederlande) hat den Anspruch, möglichst umweltfreundliche Smartphones zu produzieren, und stellte 2013 sein erstes Smartphone-Modell vor. Weitere vergleichbare Projekte von anderen Herstellern folgten.
In Deutschland gibt das Energieeffizienzgesetz ab 2024 Mindesteffizienzkriterien für größere Rechenzentren vor. Da es sich hierbei um eine nationale Umsetzung von EU-Richtlinien handelt, existieren in anderen EU-Ländern vergleichbare Gesetze oder befinden sich in Einführung.

## Anwendungsgebiete in der gewerblichen Nutzung

### Rechenzentren
Zur Deckung des Energiebedarfs in Rechenzentren wird je nach Schätzung durchschnittlich bis zur Hälfte für den Betrieb von Infrastruktur wie unterbrechungsfreier Stromversorgung (USV), Stromverteilung, Kühlung oder ähnlichem benötigt. Maßnahmen, die sich mit deren Optimierung befassen, werden auch als DCIM-Lösungen (Data Center Infrastructure Management) bezeichnet. Eine grobe Einschätzung zur Beurteilung der Aufwendungen für die Infrastruktur liefert die PUE-Kennzahl (Power Usage Effectiveness). Im Einzelfall kann der Energieaufwand für die Infrastruktur allerdings stark vom Durchschnitt abweichen, weil verschiedene Einflussfaktoren, wie zum Beispiel hohe Umgebungstemperaturen, eingeschränkte Bauflächen oder hohe Sicherheitsanforderungen des Rechenzentrums (wenn USVs zum Beispiel doppelt vorhanden sind) diesen auch bei modernster Technik erhöhen. So wird für Japan ein deutlicher höherer Anstieg des Stromverbrauchs durch die Verlagerung von Rechenleistung in große Datenzentren prognostiziert, weil die Sicherheitsanforderungen durch dessen Lage in einem Erdbebengebiet deutlich höher sind als in Mitteleuropa.
Ein gängiger Richtwert besagt, dass die rund um die Uhr laufenden Server durchschnittlich nur zu 10 bis 20 Prozent ausgelastet sind. Meist legt man die Serverkapazitäten anhand der Betriebsspitzen aus, die jedoch nur selten erreicht werden. Ein Konzept hin zur Green IT ist hier die Konsolidierung: Dabei werden heterogene Systeme zusammengeführt und die Zahl an Servern und Rechenzentren reduziert. Eine weitere Möglichkeit für Rechenzentren mit einer besseren Kapazitätsauslastung ist die Virtualisierung. Damit lassen sich Anwendungsprogramme, die bisher auf verschiedenen Rechnern verstreut liefen, in virtuellen Maschinen auf leistungsfähigen Rechnern bündeln. Das Ergebnis: Server können sehr viel höher, etwa um bis zu 50 Prozent, ausgelastet werden.
Unterstützt wird die Virtualisierung von Konzepten wie Serviceorientierten Architekturen (SOA) und Software as a Service (SaaS). SOA schlüsselt Geschäftsprozesse nach Rechenleistungen auf, wodurch sich die nötigen Ressourcen in Rechenzentren genau bestimmen lassen. SaaS verlagert Anwendungsprogramme von lokalen Rechnern auf zentrale Hochleistungsmaschinen und nutzt dort die Potenziale zum Ressourcen-Sharing. Moderne IT-Managementsysteme können die tatsächlich benötigten Serverkapazitäten voraussagen und die Leistungen nach Bedarf drosseln, ab- oder zuschalten.
Ein weiterer wichtiger Aspekt der Green IT, der hohe Optimierungspotenziale bietet, ist die Rechenzentrumskühlung. Zwischen 35 und 50 Prozent der gesamten Energiekosten eines Rechenzentrums werden für die Kühlung aufgewendet. Durch Modernisierung von Mess- und Kühltechnik sowie durch bauliche Maßnahmen (z. B. Anordnung in Warm- und Kaltgängen, modularer Aufbau der Kühltechnik) kann dieser Anteil jedoch stark gesenkt werden. Serverfarmen werden teilweise auch in klimatisch günstigeren Regionen eingerichtet, wo der Energieaufwand zur Kühlung geringer ist.
Die richtige Wahl der Optimierungsmaßnahmen sollte sich jedoch immer am Status quo einer bestehenden IT-Umgebung orientieren. Aus diesem Grund sollte jeder „Klimatisierungskosmetik“ im Sinne der Green IT eine umfassende Analyse der thermischen Ist-Zustände im Rechenzentrum vorausgehen. Dazu sollte eine IT-Infrastruktur – zum Beispiel die Luftströme über und im Doppelboden, Kühlluftverluste, der Wirkungsgrad der Kühlungssysteme, die Hitzeentwicklung an den Racks – detailliert vermessen werden, um so Einsparpotentiale aufzeigen zu können. Auf Basis einer Auswertung dieser Daten sollte dann ein sinnvoller Maßnahmenkatalog erarbeitet werden, der exakt die zu erwartende Einsparung für jeden einzelnen Optimierungsschritt oder bei einem Ineinandergreifen mehrerer thermischer Korrekturen beziffert.
Um den Energieverbrauch und die damit verbundenen Betriebskosten sichtbar zu machen, wurde von der Prometeus GmbH neben der TOP500 eine neue Liste für Supercomputer erstellt (Green500). Die Green500 vergleicht die Leistungsfähigkeit (in FLOPS) pro Leistung (in Watt) der Supercomputer anstelle der reinen Leistungsfähigkeit.

#### Energiebedarf von Rechenzentren in Deutschland

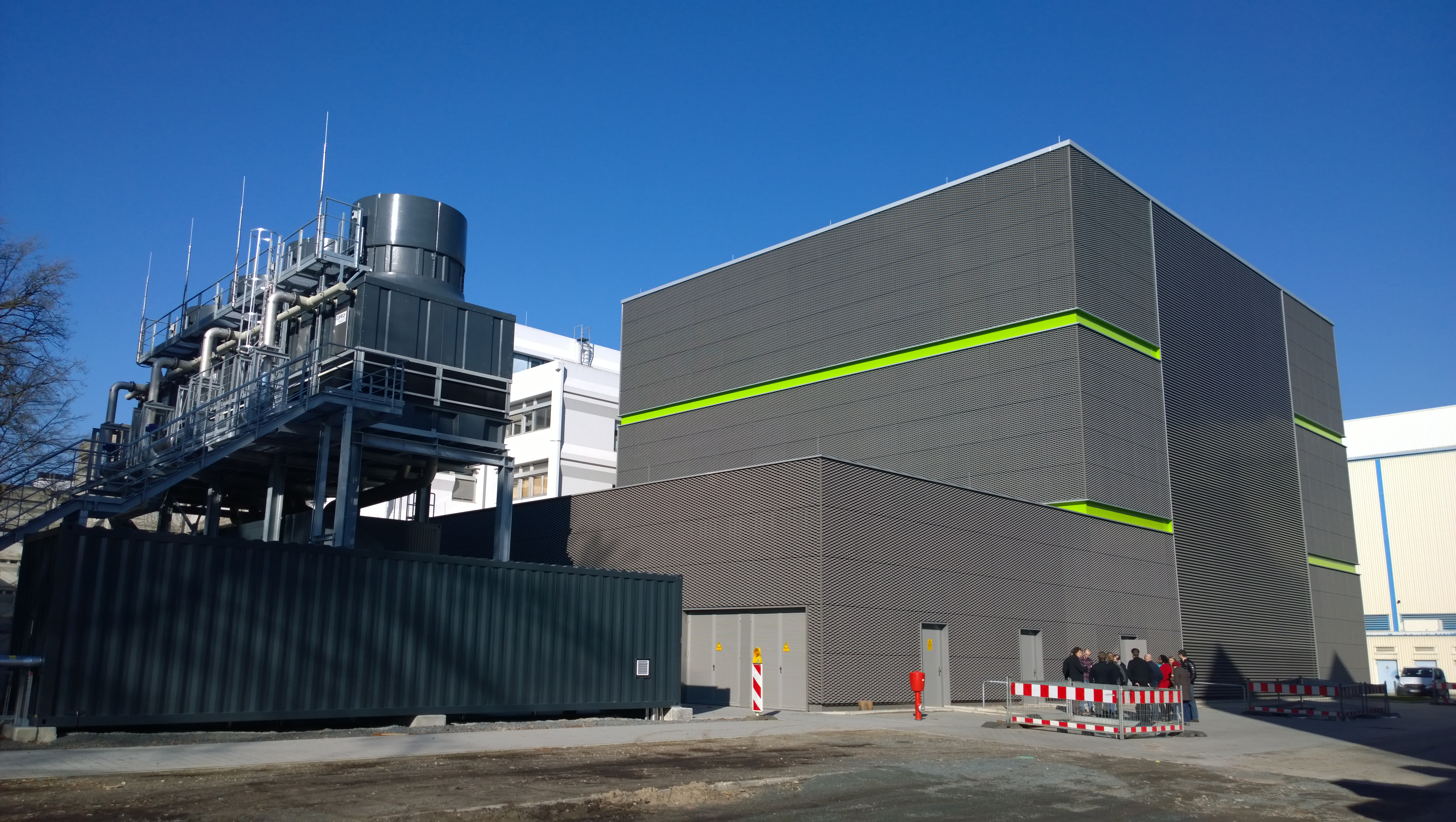
Das 2016 eingeweihte neue Green IT Cube genannte Rechenzentrum der GSI Darmstadt

Der größte Teil des Stromverbrauchs der IKT in der gewerblichen Nutzung wird von Rechenzentren und Servern getätigt. Laut einer Studie vom Borderstep Institut verbrauchten diese Geräte im Jahr 2008 in Deutschland 10,1 Terawattstunden Strom, 1,8 Prozent des deutschen Gesamtverbrauchs. Es entstanden dadurch Kosten von ungefähr 1,1 Milliarden Euro. Die Energiedichte der Zentren und damit auch ihr Kühlungsbedarf steigen stetig an. Studien prognostizierten für Deutschland einen steigenden Strombedarf von bis zu 50 % bis 2013 und identifizieren große Einsparpotentiale durch den Einsatz von Green IT (Stand 2008).
Laut einer Studie, welche das Borderstep Institut im Rahmen des Projektes „Adaptive Computing for Green Data Centers (AC4DC)“ im Jahr 2013 veröffentlichte, lag der Energiebedarf der Server und Rechenzentren in Deutschland im Jahr 2012 bei 9,4 Terawattstunden. Dieser Bedarf wurde weiterhin auf etwa 1,8 Prozent des deutschen Gesamtverbrauchs beziffert und zur Deckung wurden fast vier mittelgroße Kohlekraftwerke als notwendig erachtet. Die Zahlen belegen aber, dass der Trend von dem steigenden Strombedarf der Rechenzentren, der bis zum Jahr 2008 festgestellt wurde, in Deutschland offensichtlich verlangsamt wurde.
Eine weitere Studie vom gleichen Institut und Autor aus dem Jahr 2018 wies einen Energiebedarf der Server und Rechenzentren in Deutschland von 13,2 Terawattstunden im Jahr 2017 aus. Nach dieser Studie ist der Energiebedarf in den Rechenzentren in Deutschland zwischen 2010 und 2017 um 25 % gestiegen.

### Kommunikationsnetz
Zurzeit erhöht sich das Verkehrsaufkommen in den IKT-Netzen um 50 % bis 100 % pro Jahr. Dieses Wachstum wird auch in den nächsten 10 Jahren anhalten. Damit verbunden ist gleichzeitig eine Erhöhung des Energieverbrauchs von ca. 16 % bis 20 % pro Jahr. Es gibt Abschätzungen, dass IKT-Geräte und Einrichtungen derzeit für 2 % der weltweiten CO2-Emissionen verantwortlich sind. Andere Abschätzungen kommen zu dem Ergebnis, dass diese Größe näher bei 3 % liegt.
An der jährlichen Zunahme des Verkehrsaufkommens von 50 % bis 100 % in den IKT-Netzen hat die starke Zunahme der Mobilfunkanwendungen einen erheblichen Anteil. Dies hängt zum einen mit dem flächendeckenden Ausbau der Mobilfunknetze und der Entwicklung neuer Dienste mit höheren Datenraten und verbesserten Dienstegüten als auch mit der Erschließung vollkommen neuer Anwendungsfelder zusammen. Insbesondere sich entwickelnde Volkswirtschaften setzen auf Mobilfunktechnologie wegen der meist nicht vorhandenen Festnetzinfrastruktur, der geringen Investitionskosten und des schnellen Netzausbaus.
Hinsichtlich der eigentlichen Netzwerktechnik muss man im Zusammenhang mit der Energieeffizienz insbesondere Effekte betrachten, die durch den Ausbau von Breitbandsystemen entstehen. In Deutschland ergibt sich die folgende Situation:
- Die Kupfer-Zugangstechnik mit ihrem weitläufig verzweigten Netz bis zu jedem Kunden dominiert das Wachstum des Energiebedarfs. Beispielsweise würde eine flächendeckende Installation von VDSL in Deutschland mit heutiger Technik einen Leistungsbedarf von 450 MW erzeugen.
- Für das gesamte Breitband-Mobilfunknetz inkl. Endgeräte wird ein Bedarf von 520 MW für das Jahr 2010 prognostiziert. Der überwiegende Anteil wird dabei durch die Mobilfunkbasisstationen verursacht. Die zugehörigen Transportnetze tragen schätzungsweise 25 % zum Energiebedarf bei. Die mobilen Endgeräte sind trotz ihrer hohen Anzahl in ihrem Energieverbrauch gegenüber anderen Komponenten praktisch zu vernachlässigen.
- Steigender Energiebedarf entsteht durch Firmennetze, d. h. durch den steigenden Bandbreitebedarf der Local Area Networks (LAN) und den Betrieb von Hochgeschwindigkeits-LANs. Erste Schätzungen prognostizieren einen Bedarf von über 150 MW für derartige Netze im Jahr 2010.
- Zurzeit werden ca. 50 % der privaten Breitband-Anschlüsse mit einem drahtlosen LAN-Router (WLAN) betrieben, wodurch heute bereits ein Energiebedarf von etwa 100 MW hervorgerufen wird.
- Der Anteil der Weitverkehrstechnik (Backbone Router und WDM-Technik) am Gesamtenergiebedarf der Netzwerktechnik liegt unter 15 %, aber aufgrund der hohen Integration der Systeme entstehen erhebliche Probleme durch hohe Energiedichten, die letztendlich nur durch aufwendige Klimatechnik (die ihrerseits ebenfalls viel Energie benötigt) beherrschbar werden.

### Büroanwendungen
Die 26,5 Millionen Arbeitsplatzcomputer in Deutschland verbrauchten 2010 im Betrieb ungefähr 3,9 Terawattstunden Strom. Während der Herstellung dieser Geräte fielen weitere 9,3 Terawattstunden an. In diesem Anwendungsgebiet können durch geeignete Entwicklungen weitere Effizienzgewinne entstehen. Neben der direkten Optimierung der Hardwarekomponenten hinsichtlich Strom- und Materialverbrauchs können neue Technologien auch andere Einsatzgebiete der IT ermöglichen. Mittels Desktop-Virtualisierung können ressourcenintensive Desktop-PCs durch einfachere Thin Clients ersetzt werden. Die geringe Rechenleistung der Thin-Clients wird zentral durch ein Rechenzentrum ausgeglichen. Man spricht hier auch von Thin Client & Server Based Computing (TC&SBC). Solche Rechenzentren können die anfallende Leistung lastabhängig „produzieren“ und sparen so gegenüber Desktop-PCs Energie, weil diese relativ schlecht auf Leerlaufzeiten reagieren können. Der Anwender merkt im Idealfall von dieser Umstellung nichts. Die physische Bereitstellung der Rechenleistung kann prinzipiell weltweit erfolgen (Cloud Computing). Darüber hinaus kann sich durch TC&SBC die Nutzungsdauer der Endgeräte verlängern. In der „klassischen“ Lösung werden Laptops oder Desktop-PCs häufig auf Grund der zu geringen Rechenleistung aussortiert, nicht auf Grund von Materialermüdung oder -beschädigung. Durch die Verlagerung der Rechenleistung in eben ein Rechenzentrum bleiben Thin Clients länger auf dem aktuellen Stand der Technik und haben so das Potential, den Ressourcenverbrauch der IT-Produktion zu senken.
Zu den weiteren Anwendungen gehört der Einsatz von Videokonferenzen anstelle von Dienstreisen und die IT-Steuerung, Klimatisierung oder Beleuchtung von Bürogebäuden.

### Betriebssysteme
Der Betriebssystemhersteller Microsoft wurde kritisiert, dass das Betriebssystem Windows nicht über entsprechende Mechanismen verfügt, um effizient mit Energie umzugehen. Aufgrund des hohen Marktanteils des Betriebssystems könnte dies weltweit große Auswirkungen auf die Energienutzung haben. Laut Microsoft hat sich dieser Umstand seit Windows Vista geändert, dies ist jedoch umstritten. Das Problem ist weitgehend darauf zurückzuführen, dass Windows bis zur Vista-Version keine zentrale Verwaltung des Energiemanagements durch den System-Administrator unterstützte. Diesem Umstand ist es geschuldet, dass viele Unternehmen ihre Energienutzung auf Einzelrechnern nicht optimieren.
Mit der Einführung von Windows Vista wurde dieser Missstand teilweise durch die Einführung eines zentralen Energiemanagements behoben. Das neue Energiemanagement wird jedoch aufgrund seiner Inflexibilität kritisiert. Hauptkritikpunkt ist dabei die fehlende Möglichkeit, das Energiemanagement dynamisch an die aktuellen Bedürfnisse anzupassen. Dementsprechend gibt es auf dem Markt einige Softwareprodukte, die diese Lücke füllen.

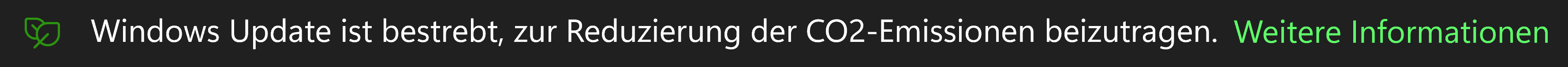
Hinweis in Windows Update unter Windows 11 über CO₂-Reduktion

In Windows 11 ab Version 22H2 können, sofern regionale CO2-Intensitätsdaten verfügbar sind, Updates auch nur dann installiert werden, wenn „ein höherer Anteil des Stroms aus kohlenstoffarmen Quellen im Stromnetz stammt“.

### Anwendungsentwicklung
Die Architektur von Softwareanwendungen hat einen erheblichen Einfluss auf den Strombedarf. Gerade browserbasierte Anwendungen (Webanwendungen, Rich Internet Application) unterscheiden sich drastisch je nach eingesetzter Architektur. GWT World schätzt, dass Server bis zu 50-mal so viele Clients bedienen können, wenn moderne Ajax-Architekturen statt klassischer Webarchitekturen eingesetzt werden. Moderne Ajax-Architekturen erlauben stromsparende, aber leistungsschwächere Clients einzusetzen, ohne dass der Anwender länger warten muss. Mit Funktionen überladene, fehlerhafte oder schlecht programmierte Software läuft Green-IT-Bestrebungen zuwider, insbesondere wenn diese massenhaft eingesetzt wird (siehe auch Bloatware). Oft können auf bestehender Hardware durch Software- und Firmware-Updates Effizienzgewinne und Einsparungen erzielt werden. Websites können durch Code-Optimierungen, intelligentes Caching und effiziente Webserver erheblich effizienter bereitgestellt werden (siehe auch: PHP-Beschleuniger).

## Anwendungsgebiete in der privaten Nutzung

Logo des Zertifikats „Blauer Engel“
(vor Überarbeitung 2018)

Privathaushalte waren in Deutschland 2007 für ungefähr 60 Prozent des Stromverbrauchs der IKT verantwortlich, insgesamt 33 TWh. Davon entfielen 11,2 TWh auf Computer (inklusive Peripherie). Den größten Anteil hatten Fernseher mit 15,8 TWh.
Verbraucher können durch ihr Einkaufsverhalten nicht nur kurzfristig Kosten und Energie einsparen, sondern auch die weitere Entwicklung von noch effizienteren Geräten begünstigen. Auch der alltägliche Umgang mit diesen Geräten ist noch verbesserungswürdig. So geht nach wie vor viel Energie unnötig verloren, da Geräte über Nacht, am Wochenende oder im Urlaub nicht ausgeschaltet, sondern im Standby belassen werden. Während der Nutzungszeit sorgt die Standby-Funktion dafür, dass der Energiebedarf automatisch gedrosselt wird, wenn das Gerät – z. B. ein Drucker, Kopierer oder Faxgerät – gerade keinen Auftrag erhält und sich daher „selbst in Tiefschlaf versetzt“. Allerdings kann immer noch eine nicht unerhebliche Menge an Energie gespart werden, wenn das Gerät vollständig vom Strom getrennt wird, sobald es nicht mehr ständig benötigt wird. Als Beispiel sei ein Drucker genannt, der im Betrieb (also beim Drucken) 20 Watt und im Bereitschaftsmodus (also wenn er auf Daten zum Drucken wartet) immerhin noch 6 Watt konsumiert. Selbst im Energiesparmodus werden noch 4 Watt verbraucht.
Bei Privatanwendern wurde im Jahr 2009 über ein Viertel (28 %) des jährlichen Gesamtstromverbrauchs der IT durch den Standby-Modus erzeugt, insgesamt 9,5 TWh; auch hier hatten Fernseher mit 3,7 TWh den größten Anteil.

## Sonstige Anwendungsgebiete
- Verkehrsmanagement: Verkehrsabläufe werden verbessert, Staus und Schadstoffausstoß reduziert. Besonders stark befahrene Zonen können für den Verkehr gesperrt oder beschränkt werden. Zudem kann die Stadt durch ein besseres Verkehrsleitsystem den ÖPNV für die Bürger attraktiver machen.
- IT-Systeme für das Management von Kraftwerken mit verschiedenen Energieerzeugungsanlagen (mehrere Braunkohlekraftwerke, dezentrale Energieerzeugungsanlagen): Die Kraftwerke arbeiten dadurch effizienter und ressourcenschonender.
- Smart Metering mittels intelligenter Stromzähler, die die Stromkosten automatisch messen und abrechnen. Über ein Display sieht der Kunde jederzeit, wie viel Strom er gerade wo verbraucht und wie viel ihn das kostet. Diese Transparenz kann dazu beitragen, sparsamer mit Energie umzugehen.

### Wiederaufbereitete IT
Beim Wiederaufbereiten von IT-Hardware findet oft das Verfahren des Refurbishing statt.
Hierbei handelt es sich um IT (meist Computer, Notebooks und Server), die z. B. aus beendeten Leasingverträgen stammen. Diese werden vom Hersteller selbst oder von einem Händler generalüberholt, gereinigt, geprüft und schließlich wieder als Gebrauchtgerät verkauft. Daneben gibt es auch die aufwändigere Methode des Remanufacturing, um Geräte durch vollständiges Zerlegen und Neuaufbauen auf einen fast neuwertigen Zustand zu bringen.
Da es sich in der Regel um Business-Geräte handelt, können diese aufgrund der hochwertigeren verbauten Teile im Anschluss ohne Probleme noch längere Zeit genutzt werden.
Refurbishing und Remanufacturing sind somit umweltschonende Methoden, bereits bestehende Hardware wiederzuverwenden und um somit Ressourcen einzusparen.

### Smartphones
Einige Hersteller von Smartphones übernehmen in unterschiedlichem Rahmen gesellschaftliche Unternehmensverantwortung, die teilweise auch ökologische Aspekte umfasst. Insbesondere lassen sich modulare Smartphones leichter reparieren. Durch die verlängerte Lebensdauer werden wertvolle Rohstoffe gespart. Auch das Recycling von Altgeräten reduziert den ökologischen Fußabdruck. Die Lebensdauer der Geräte kann unter Umständen auch durch freie Software verlängert werden.
Beispiele:
- Fairphone: modulare Bauweise ab Fairphone 2
- Shiftphone: modulare Bauweise ab Shift6m
- PinePhone: modulare Bauweise, verwendet ausschließlich Open-Source-Treiber für den Bootloader
- Librem 5: wird mit PureOS basierend auf Debian ausgeliefert

## Schwächen des Ansatzes

### Greenwashing
Greenwashing kann durch interessierte Unternehmen für deren Marketingstrategien beliebig besetzt werden, da zwar mehrere geschützte Markenrechte definiert wurden, aber prüfbare Kriterien für die „grünen“ Eigenschaften von Produkten nicht definiert sind. Nutzer des Konzepts laufen daher Gefahr, die privaten Marketingstrategien der Markeninhaber ungeprüft zu befördern.

### Widersprüchlichkeit im Wirtschaftskontext
In einem Wirtschaftskontext, in dem die primäre Ausrichtung auf Marktanteile und Profite gesetzt ist, ist es inhärent sinnvoll, Kosten zu minimieren. Auf der einen Seite entstehen hier Überschneidungen in den Interessen der Akteure der Wirtschaft und den Zielen von Green IT (Ressourceneinsparung), ebenso wie sich Green IT für Marketing-Zwecke nutzen lässt. Wo immer das Engagement für ökologisch nachhaltiges Wirtschaften über die Einsparung von Kosten und die Verwertbarkeit als Marketingmittel hinausgeht, stehen die Ziele von Green IT jedoch im Widerspruch zu den Zielen eines Wirtschaftsunternehmens im derzeitigen Wirtschaftskontext. Entsprechend ist der Ansatz Green IT (analog zu anderen Ansätzen, die den Wirtschaftskontext selbst nicht ändern, um die Akteure auf andere Ziele auszurichten) ein widersprüchliches Konzept. Der verantwortungsvolle Umgang mit den Ökosystemen ist nicht etwa Grundwert des Wirtschaftens, sondern steht im Großen und Ganzen im Widerspruch zu den gesetzten Zielen der Akteure.

### Rebound-Effekte
Durch den Einsatz von sparsamen Computern und Servern kann es dazu kommen, dass die Geräte pro Tag länger genutzt werden bzw. dass mehr Geräte angeschafft und genutzt werden (Rebound-Effekt). Diese Effekte können jegliche Einsparungsbestrebungen zunichtemachen und treten innerhalb von Unternehmen/Privathaushalten auf, ebenso wie auf nationaler und globaler Ebene. Beispielsweise können sich bei Proof-of-Work-Methoden der Informatik Rebound-Effekte einstellen. Bei einem verringerten Energiebedarf und damit niedrigeren Betriebskosten lassen sich schwierige Aufgaben kostengünstiger nachweisen. Die Schwierigkeit eines Proof of Work und die dafür erforderliche Rechenleistung kann dann erhöht werden, damit die Funktion eines angemessenen Leistungsnachweises erhalten bleibt. Dies geschieht in der Kryptowährung Bitcoin etwa alle zwei Wochen und führt zu einem steigenden Energieverbrauch.

## Filme, die Umweltauswirkungen von IKT thematisieren
- Another Promise (Korea, 2014)
- The Empire of Shame (Korea, 2014)[24]
- Who pays the price? (Kurzfilm, China, 2014)[25][26]
- Blood in the Mobile (Dänemark, 2010)
- Behind the Screen (Österreich, 2011)[27]
- Story of Electronics (Kurzfilm, USA, 2010)[28]
- Welcome to Sodom (2018)[29]